# Jamboree

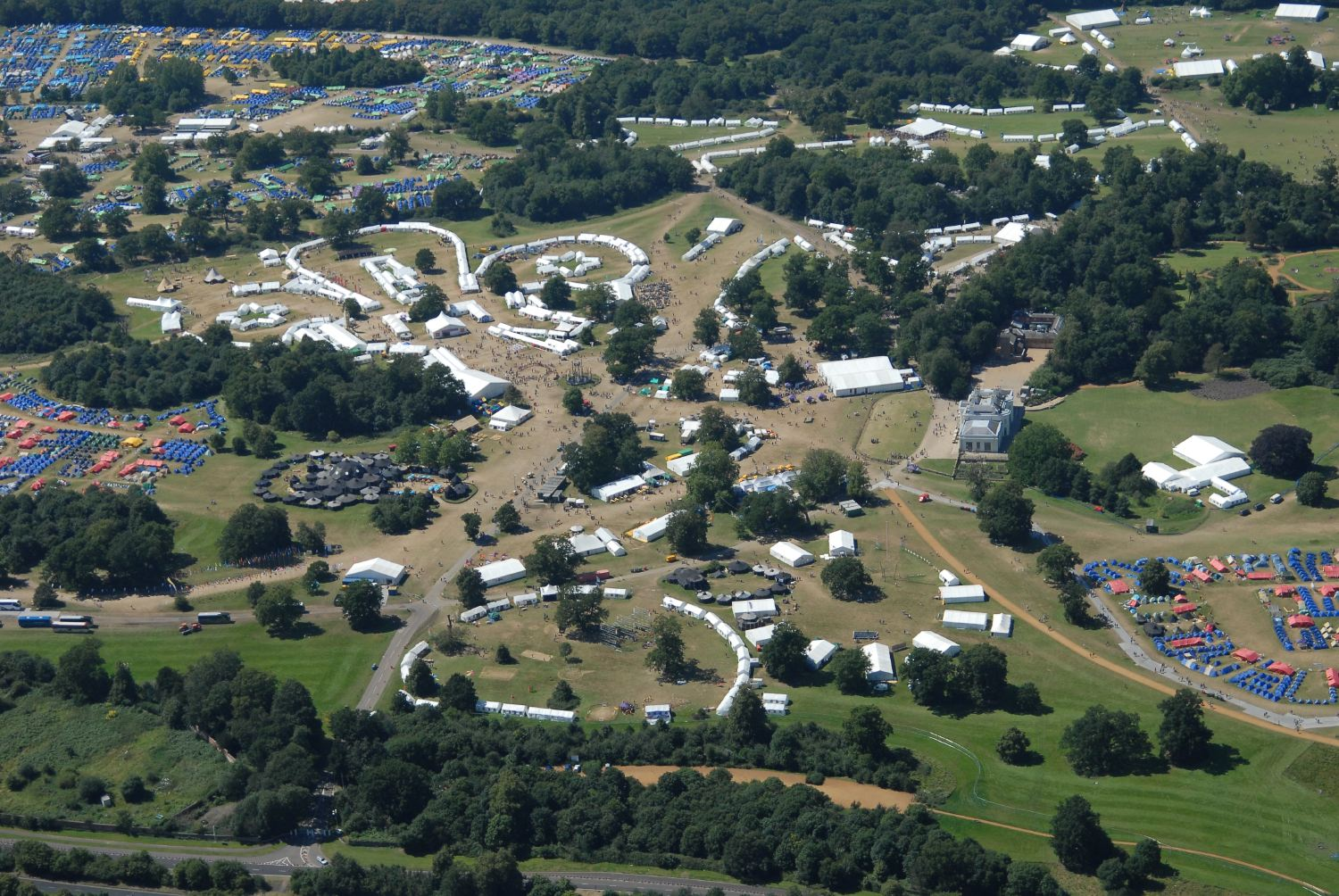
21. světové skautské jamboree se konalo na výročí 100 let od založení skautingu na přelomu července a srpna roku 2007 ve Velké Británii.

Jamboree [džemborí] je velké skautské setkání pořádané na národní nebo mezinárodní úrovni. První světové skautské jamboree proběhlo roku 1920 ve Velké Británii. Od té doby se koná jamboree v různých zemích světa, a to každé 4 roky (až na výjimky).
Hlavním smyslem jamboree je poznávání lidí různých národností, kultur, jazyků a náboženství a je to velká příležitost pro skauty jak poznat spoustu nových přátel, mnohdy na celý život. Zároveň skauti ukazují celému světu to, co už chtěl zakladatel skautingu Robert Baden-Powell: přátelství všech lidí bez rozdílu pohlaví, národnosti, jazyka nebo vyznání.
Na jamboree se skauti nejenom seznamují a hrají hry, ale také se vzdělávají vtipnou formou a hrou ve věcech globálních problémů (odpad, diskriminace, lidská práva) nebo si zkoušejí různé pokusy a zajímavosti. Zároveň prezentují svou zemi. Čeští skauti se prezentují kromě tradičních jídel, řemesel a tanců také podsadovými stany, které vymysleli na začátku 20. století Češi. Jde o stany s dřevěnou základnou a dvěma postelemi, které mezi ostatními skauty z celého světa vzbuzují zvědavost.
Název „jamboree“ vymyslel lord Robert Baden-Powell. Údajně je to složenina ze svahilského přátelského pozdravu jambo a slova corroboree, pocházejícího z domorodých australských jazyků, které znamená „slavnostní setkání“. Možných etymologií slova je ale více – dle různých názorů pochází z hindštiny, svahilštiny nebo z jazyků původních obyvatel severní Ameriky.

## Mezinárodní jamboree
- World Scout Jamboree (WSJ)
- Interamerican Scout Jamboree (JamCam)
- Africa Scout Jamboree (ASJ)
- Australian Scout Jamboree
- Asia-Pacific Scout Jamboree
- European Scout Jamboree (EJ)
- Central European Jamboree (CEJ)
- Jamboree on the Air (JOTA) – setkání po rádiových vlnách.
- Jamboree on the Internet (JOTI) – setkání po internetu.
- Jamboree on the Trail (JOTT) – mezinárodní den pěší turistiky
- Intercamp (IC)

## Historie světových skautských jamboree
První světové skautská jamboree se uskutečnilo v roce 1920 v Londýně. Od té doby se uskutečnilo už 25 světových jamboree, to poslední se konalo v létě 2023 v Jižní Koreji.